# 提橋
提橋（？—？），字景如，号澹如居士，直隶河间府河间卫官籍。明末清初政治人物。

## 生平
生有异徵，性颖悟，弱冠试弟子员，辄冠军。事亲承志，居丧尽礼哀毁，先人殁后，有人负其债数百金，公悉焚券。萬曆四十六年（1618年）戊午科順天鄉試舉人，天啓二年（1622年）壬戌科進士。仕郾城、商丘，皆有惠政，民感恩不已。擢吏部主事，公清大著，崇祯皇帝有提桥真吏部之语。后官至太常寺少卿。清初召用，授刑部右侍郎，顺治二年十月以病免。所著有《诗经简正录》行世，然平生甘恬退，戒子弟绝竿牍，门望清白，称瀛郡第一。